# Kathedrale von Albarracín

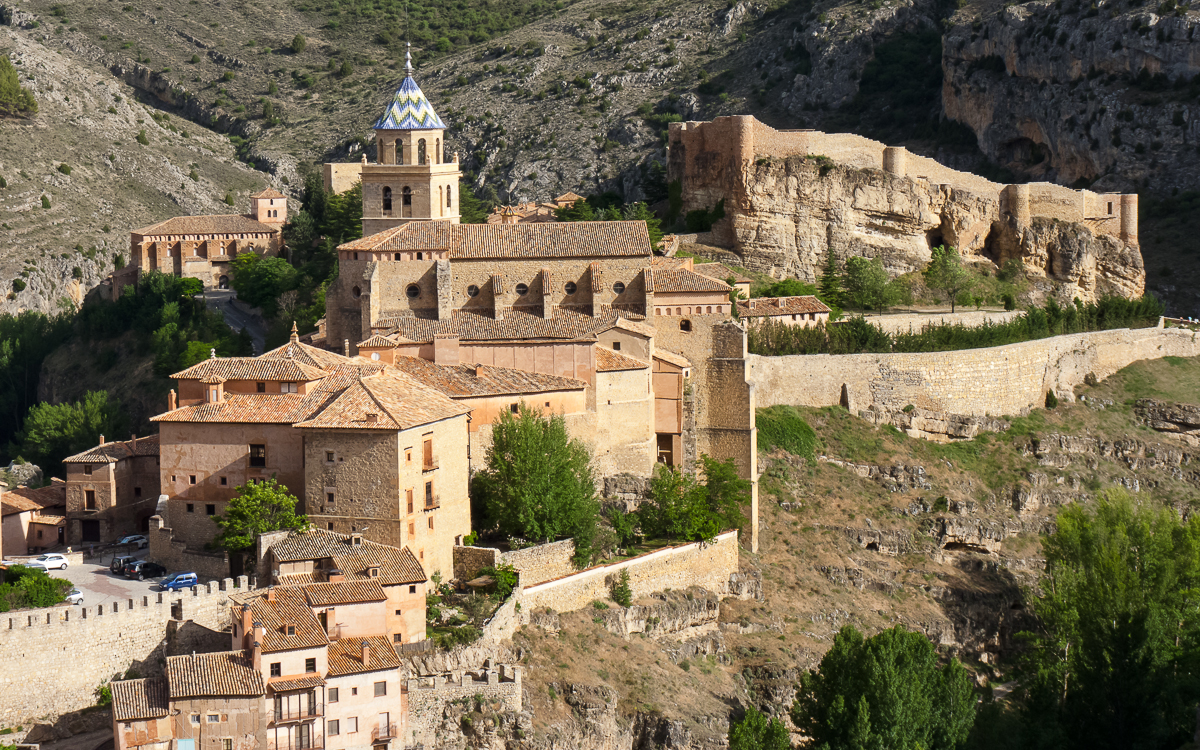
Kathedrale und alte Festung

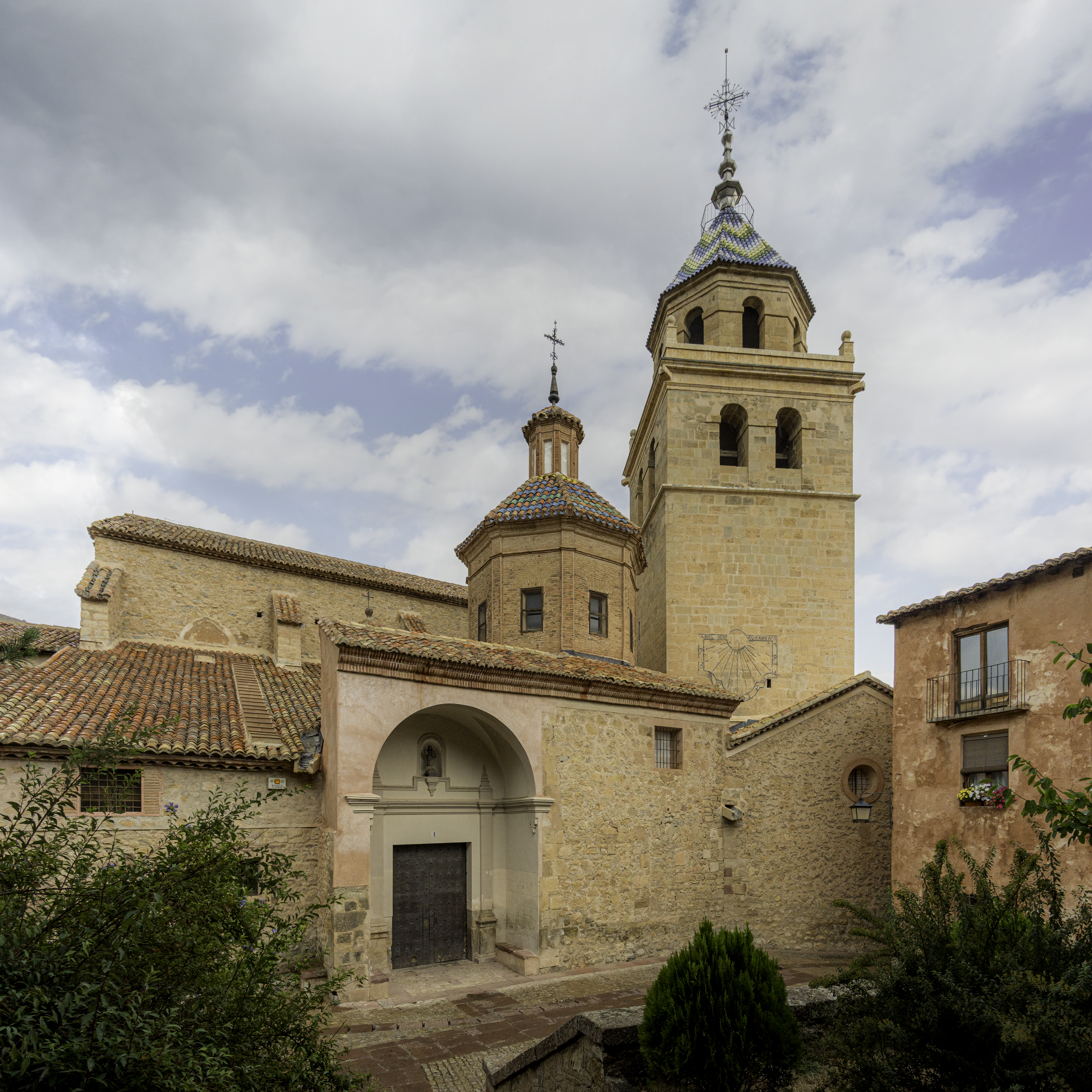
Kathedrale von Albarracín

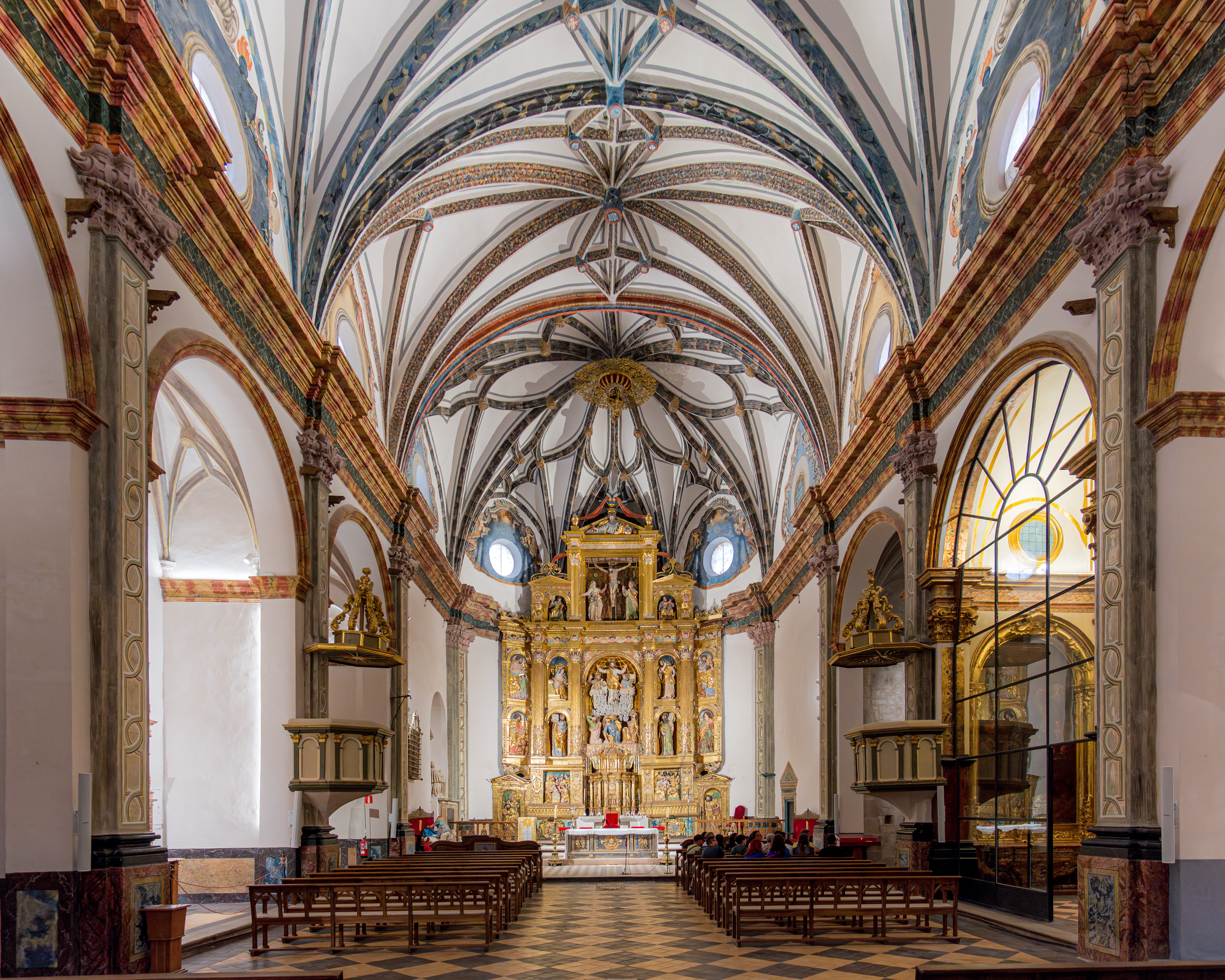
Langhaus und Chor

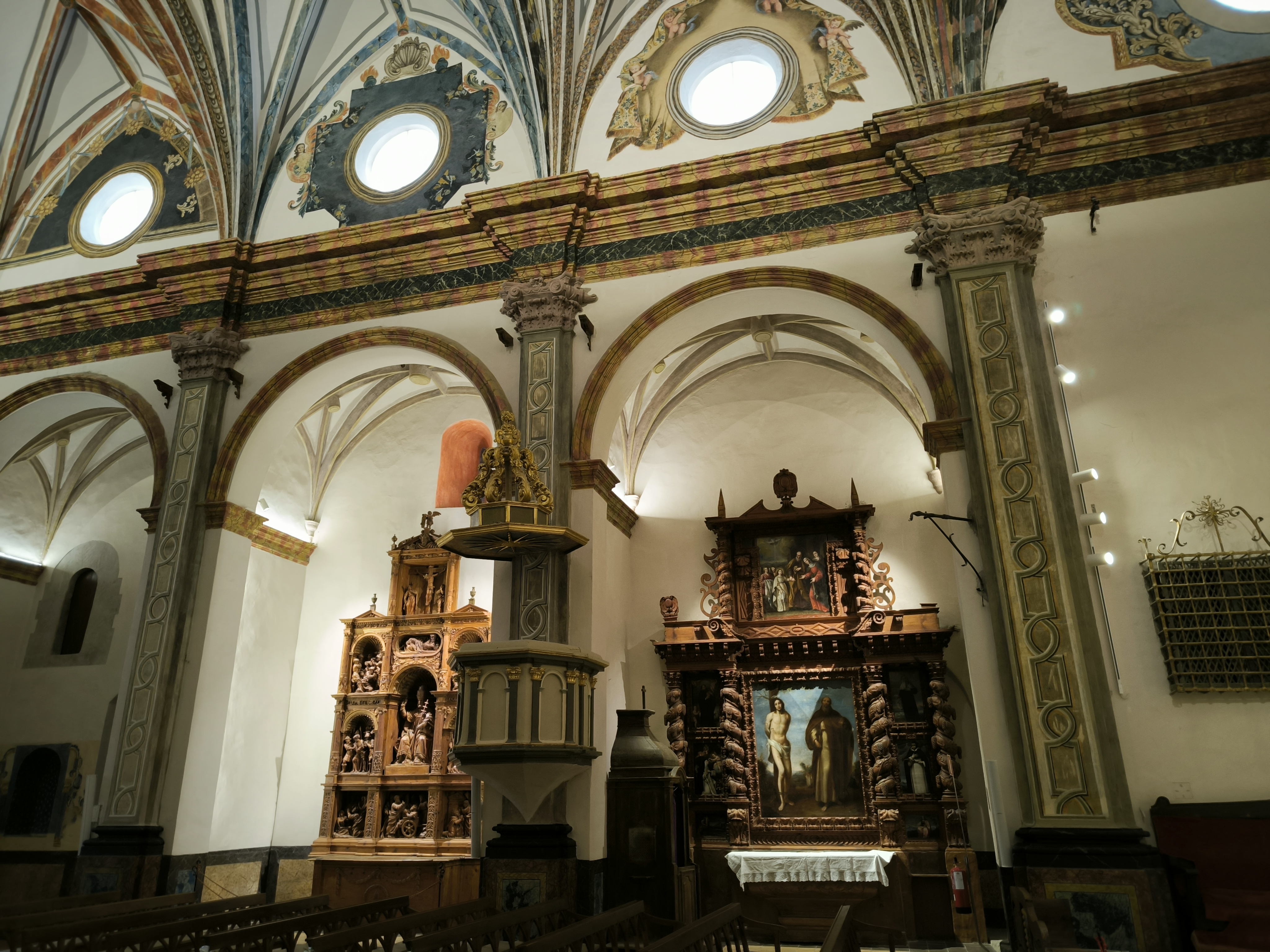
Langhausseite mit Seitenkapellen und Rundfenstern

Die Kathedrale von Albarracín ist die Konkathedrale des Bistums Teruel y Albarracín in der Provinz Teruel im Osten Spaniens.

## Lage
Die ehemalige Kathedrale und heutige Konkathedrale liegt in der vom Río Guadalaviar umflossenen Altstadtfelsen von Albarracín in der Autonomen Gemeinschaft Aragón. Die Kathedrale befindet sich ca. 350 m Fußweg von Zentrum entfernt nahe dem höchsten Punkt der Stadt.

## Geschichte
Das Bistum Albarracín wurde im Jahr 1172 eingerichtet und existierte als eigenständiges Bistum bis zum Jahr 1851. Eine erste Bischofskirche entstand wahrscheinlich an der Stelle eines römischen Bauwerks, welches im 8. Jahrhundert einer maurischen Moschee (mezquita) Platz machen musste; ein zweiter Kathedralbau wurde am 16. August 1200 geweiht. Die heutige Kathedrale entstand im Wesentlichen in den Jahren zwischen 1527 und 1598; im 17. und 18. Jahrhundert erfolgten kleinere Ergänzungen bzw. barocke Umbauten. Am 7. September 1851 wurde dem Bistum Teruel das Bistum Albarracín angegliedert.

## Architektur
Das insgesamt eher einfach gestaltete Renaissance-Langhaus des nur einschiffigen, aber mit Seitenkapellen ausgestattetes Kirchenbaus ist nur etwa 10 m hoch; es wird über zahlreiche hoch gelegene Rundfenster belichtet, welche in den Stichkappen der Gewölbeansätze angebracht sind. Gegenüber der Apsis mit dem Hauptaltar befindet sich ein quadratischer Raum (coro) mit dem Chorgestühl (sillería). Es gibt nur ein Portal auf der Nordseite des Kirchenbaus.

## Ausstattung
Die Konkathedrale verfügt über mehrere, mit Bildern versehene Altäre. Ein Chorgestühl ist ebenfalls vorhanden. Größte Sehenswürdigkeit ist die überkuppelte und mit einem vergoldeten Altarretabel ausgestattete Capilla de Nuestra Señora del Pilar.